# ليل

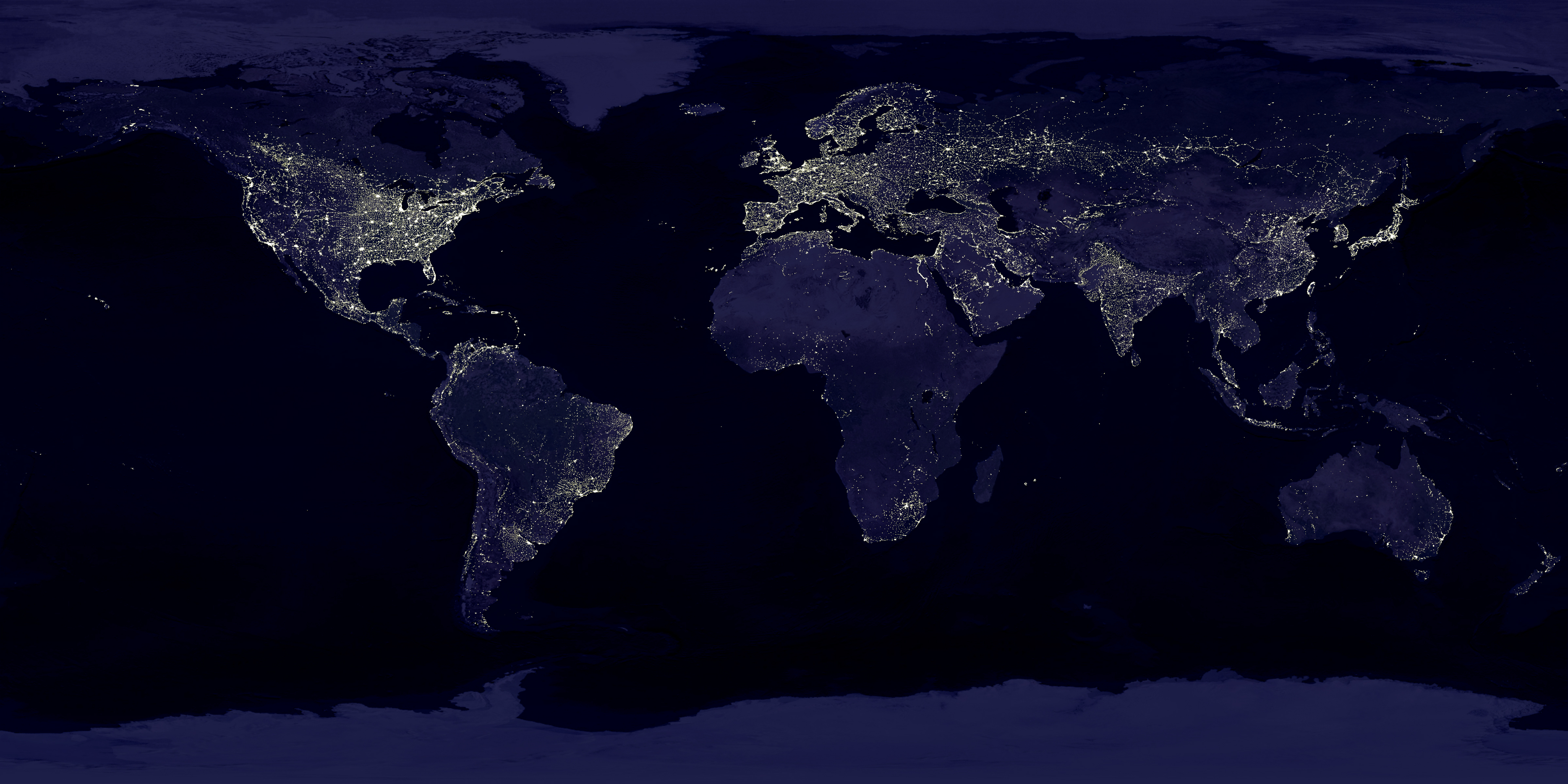
الأرض ليلا

الليل هو الفترة الزمنية بين غروب الشمس وشروقها أي عندما تكون الشمس تحت خط الأفق. يعتمد طول الليل على كل من العرض الجغرافي مكان الرصد وفصول السنة. فعلى خط الاستواء، يستمر الليل 12 ساعة. أما في الأماكن الأخرى فيطول عن ذلك أو يقصر حسب فصول السنة، ويبلغ 12 ساعة فقط عند الاعتدالين. وأطول ليل بالنسبة للعروض الشمالية يكون في وقت الانقلاب الشتوي، حوالي 21 ديسمبر، وأقصر ليل في الانقلاب الصيفي، حوالي 21 يونيو، والعكس للعروض الجنوبية.